# Miiko Morita
Miiko Morita(森田 美位子 Morita Mīko, nascută 12 februarie 1987 în Prefectura Hyōgo, Japonia) este un gravure idol și actriță, cunoscută pentru rolul ei ca Sayaka Honiden în 2012 Super Sentai seria parodie Unofficial Sentai Akibaranger. Ea este afiliată cu Biscuit Entertainment.

## Filmografie

### Seriale TV
- Kore Kara (2007)
- Hiruobi! (2010)
- Quiz Present Variety Q-sama! (2011)
- Unofficial Sentai Akibaranger as Sayaka Honiden (2012)

### DVD
- (みいこ便り〜如月ひとり旅〜 Mīko tayori 〜 kisaragi hitori tabi 〜?) (みいこ便り〜如月ひとり旅〜?) (2011)
- (みいこ便り〜文月・習い事の旅〜 Mīko tayori 〜 fumidzuki naraigoto no tabi 〜?) (みいこ便り〜文月・習い事の旅〜?) (2011)